# Все верные ходы
«Все верные ходы» (англ. All the Right Moves) — фильм режиссёра Майкла Чапмана. Фильм снимался в Джонстауне и Питтсбурге.

## Сюжет
Звезда местной школьной команды по футболу Стеф живёт мечтой о том, чтобы в один прекрасный день вырваться из родного захолустного городишки в Западной Пенсильвании. Но у не менее амбициозного тренера Никерсона — свои планы на юношу. Так что дорога к мечте обещает быть довольно тернистой. А тут ещё и внезапно вспыхнувшее чувство к красавице Лизе, у которой, похоже, своё мнение относительно будущего Стефа.

## В ролях
- Том Круз — Стефан (Стеф) Джорджевич
- Крэйг Т. Нельсон — Берт Никерсон
- Лиа Томпсон — Лиза Литцке
- Чарльз Чоффи — Поп
- Гэри Грэм — Грег
- Пол Карафотис — Винни (Вуччи) Сальвуччи
- Крис Пенн — Брайан
- Терри О’Куинн — Фримен Смит